# Лететь
«Лететь» — песня российской музыкальной группы «Амега», текст которой сочинила поэтесса Татьяна Иванова.

## История
Татьяна Иванова, «StarStory.Ru» 2007 год:

Моя подруга играла в женском оркестре, и их руководитель предложил мне написать тексты на несколько мелодий. И, о, чудо, у меня получилось! И получилось на удивление хорошо. Он был просто в восторге. А в этот момент Олег Добрынин — мой приятель — стал солистом группы «А-Мега». Он и познакомил меня с Андреем Грозным, композитором и продюсером «Блестящих», «А-Меги», Жанны Фриске. Андрей как раз искал поэта-песенника. И хотя я не была уверена в собственных силах, взялась за работу.
Можно сказать, ты оказалась в нужном месте в нужное время?
Первые песни — «Новый год» (дуэт «А-Мега» — «Блестящие» — прим. ред.) и «Лететь» — стали хитами. Я не верила в реальность происходящего. Думала, что это случайная удача.
…
Прошло уже около 8 лет, а мои песни — «Люблю или ненавижу» (Слава), «За четыре моря», «Апельсиновая песня», «Пальмы парами», «Восточные сказки» («Блестящие»), «Лететь» («А-Мега»), «Головоломка» (Жасмин) — стали популярными и любимыми в народе. Я до сих пор сомневаюсь, что следующий текст у меня вообще получится.

Алексей Романоф:

Я песню «Лететь» не сочинял, но принимал непосредственное участие в записи — ровно настолько, насколько мне позволяли, а позволяли мне мало что. Я просил изменить обработку голоса, изменить какую-то мелодическую линию — а мне говорили: «Сиди тихо! Не болтай! Мы все за тебя сделаем». Но все-таки мне кое-что удавалось, и я надеюсь, что благодаря этому песня стала такой, какой она стала.

После распада группы «Амега» её бывший солист Алексей Романоф в 2006 году стал участником группы «Винтаж». Впоследствии он исполнял песню «Лететь» уже в составе группы «Винтаж», но с февраля 2017 выступает сольно.

## Награды и номинации
Музыкальная группа «Амега» вместе с песней «Лететь» стала лауреатом фестиваля Песня года 1999 года.

## Кавер Антона Беляева для фильма «Лёд»
В 2018 году Антон Беляев выпустил кавер «Лететь» для фильма «Лёд». Версия песни «Лететь» в исполнении Антона Беляева в 2018 году стала центральной темой фильма «Лёд». Кавер стала номинантом в категории «Кино и Музыка» премии RU.TV 2018. Однако, стоит отметить тот факт, что в тексте второго куплета кавер-версии есть ряд отличий от текста оригинальной версии песни. В частности, рифма первых двух строчек «мечтать-летать» заменена менее удачной «летать-летать», отчего теряется ключевой смысл всей песни, и далее — строки «И поднял ты глаза в высоту, где голоса плывут. Там люди в ней, в небесах, и тебя с собой зовут.» заменены на строки «И поднял ты глаза в высоту, где голоса плывут. Там люди в небесах тебя с собой зовут.»
Антон Беляев, в интервью tophit.ru:

— Я почти не прикасаюсь к произведениям на русском языке, тем более чужим, но «Лететь» — хорошая правильная песня уже не существующей группы «Амега». Мне легко было её петь. В фильме есть ещё две песни Therr Maitz на английском, но они звучат небольшими фрагментами.

## Значимость
Песня вошла в составленный «Афишей» список самых ярких и запомнившихся русских поп-хитов за последние 20 лет.

## Каверы песни
С момента своего выпуска в 1999 году песня «Лететь» увидела в общей сложности множество каверов, ремиксов и / или других версий, исполненных музыкантами. Часть из каверов:
- Амега — Лететь (1999), оригинал
- Амега — Лететь (remix) (2000)[12]
- DJ Vengerov feat. Амега — Лететь (Remix 2010)[13]
- KOSMAX ТРИО — Лететь (А-Мега Cover) (май 2014)[14]
- Hotel Ritz — Лететь (А-Мега cover) (июнь 2014)[15]
- Винтаж — Лететь (LIVE @ Авторадио) (декабрь 2015)[5]
- Антон Беляев — Лететь (OST фильма «Лёд») (2018)[16]
- Лететь — Антон Беляев (Cover by Lera Fedotova) (март 2018)[17]
- А-Мега — Лететь (Cover by Ната Павлова) (апрель 2018)[18]
- Елизавета Лабодина — «Лететь» (апрель 2018)[19]
- Иракли — Лететь (апрель 2018)[20]
- Алексей Романоф — «Лететь» /19 лет спустя/ (апрель 2018)[21]
- Вокальные ансамбль «Зазеркалье», «Конфетти» и «Шоко-Лад» — Лететь (июль 2018)[22]
- Амега-Лететь Cover by Alex Bankes & Паша Полярный (ноябрь 2018)[23]
- Екатерина Самойло — Лететь (июль 2019)[24]
- Лететь — Амега (Cover by MAPLE SEASON) (август 2019)[25]
- Амега / Theory of a Deadman — Лететь (Cover by ROCK PRIVET) (дек 2019)[26]
- Лететь (кавер ВИА Простые вещи) — Амега (апр 2020)[27]